# Michael Gross (escritor)
Michael Gross (1952, Nova York), é um escritor e jornalista estadunidense. Diplomou-se em História pelo Vassar College. Sua irmã, Jane Gross, é repórter no The New York Times, onde ele também trabalhou. O pai de ambos, Milton Gross, também foi jornalista e escritor.

## Vida profissional
Gross é colunista das revistas Travel and Leisure e Contribute; tem sido editor convidado do website gawker.com e escreveu várias matérias para The New York Times, New York, Esquire, GQ, Vanity Fair, 
Town & Country e The Times.

## Obras
- 740 Park: The Story of the World's Richest Apartment Building (2006). ISBN 0767917448
- Model: The Ugly Business of Beautiful Women (2003). ISBN 0060541636
- Genuine Authentic: The Real Life of Ralph Lauren (2003). ISBN 0060199040
- My Generation: Fifty Years of Sex, Drugs, Rock, Revolution, Glamour, Greed, Valor, Faith, and Silicon Chips (2000). ISBN 006017594X